# Liste des genres d'Orchidaceae

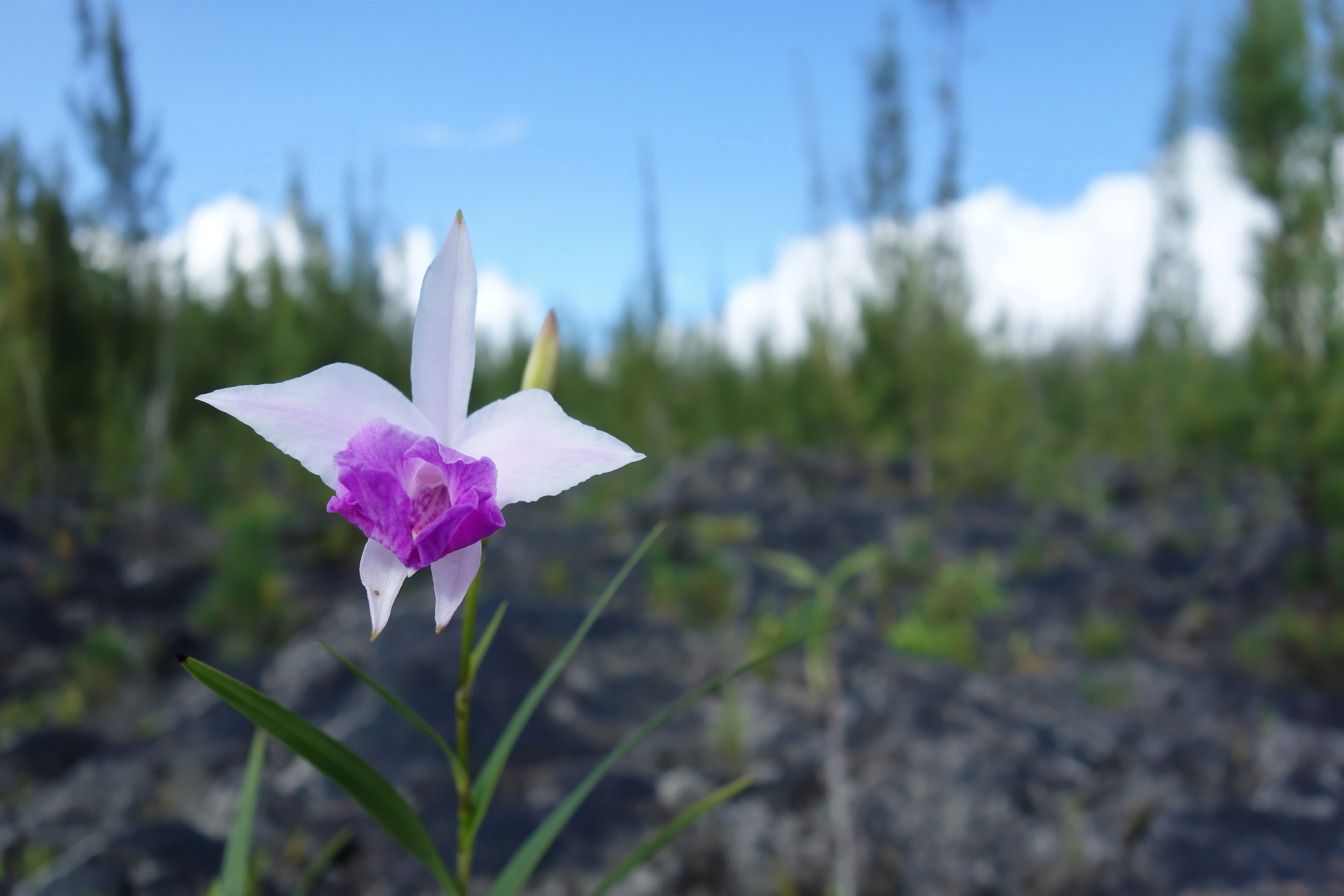

Voici la liste complète des genres de la famille des Orchidaceae.

## SelonWorld Checklist of Selected Plant Families(WCSP)(20 mai 2010)[1]
- Aa Rchb.f. (1854)
- Abdominea J.J.Sm. (1914)
- Acampe Lindl. (1853)
- Acanthophippium Blume (1825)
- Acianthera Scheidw. (1842)
- Acianthus R.Br. (1810)
- Acineta Lindl. (1843)
- Acostaea Schltr., Repert. Spec. Nov. Regni Veg. Beih. 19: 22, 283 (1923)
- Acriopsis Reinw. ex Blume (1823)
- Acrochaene Lindl. (1853)
- Acrolophia Pfitzer (1888)
- Acrorchis Dressler, Orquídea (Mexico City), n.s. (1990)
- Ada Lindl. (1853)
- Adamantinia Van den Berg & C.N.Gonç. (2004)
- Adenochilus Hook.f. (1853)
- Adenoncos Blume (1825)
- Adrorhizon Hook.f. (1898)
- Aenhenrya Gopalan (1993 publ. 1994)
- Aerangis Rchb.f. (1865)
- Aeranthes Lindl. (1824)
- Aerides Lour. (1790)
- Aganisia Lindl. (1839)
- Aglossorrhyncha Schltr. (1905)
- Agrostophyllum Blume (1825)
- Alamania Lex. (1825)
- Alatiliparis Marg. & Szlach. (2001)
- Altensteinia Kunth (1816)
- Ambrella H.Perrier (1934)
- Amesiella Schltr. ex Garay (1972)
- Amitostigma Schltr. (1919)
- Amparoa Schltr. (1923)
- × Anacamptiplatanthera P.Fourn. (1927)
- Anacamptis Rich. (1817)
- Anathallis Barb.Rodr. (1877)
- Ancistrochilus Rolfe (1897)
- Ancistrorhynchus Finet (1907)
- Andinia (Luer) Luer (2000)
- Androcorys Schltr. (1919)
- Angraecopsis Kraenzl. (1900)
- Angraecum Bory (1804)
- Anguloa Ruiz & Pav. (1794)
- Anoectochilus Blume (1825)
- Ansellia Lindl. (1844)
- Anthogonium Wall. ex Lindl., Intr. Nat. Syst. Bot. (1836)
- Aphyllorchis Blume, Bijdr.: t. 16, f. 77 (1825)
- Aplectrum Nutt. (1818)
- Aporostylis Rupp & Hatch (1946)
- Apostasia Blume (1825)
- Appendicula Blume (1825)
- Aracamunia Carnevali & I.Ramírez (1989)
- Arachnis Blume (1825)
- Archivea Christenson & Jenny (1996)
- Arethusa L. (1753)
- Armodorum Breda (1827)
- Arnottia A.Rich. (1828)
- Arpophyllum Lex. (1825)
- Arthrochilus F.Muell. (1858)
- Artorima Dressler & G.E.Pollard (1971)
- Arundina Blume (1825)
- Ascidieria Seidenf. (1984)
- Ascocentropsis Senghas & Schildh. (2000)
- Ascocentrum Schltr. (1913)
- Ascochilopsis Carr (1929)
- Ascochilus Ridl., J. Linn. Soc. (1896)
- Ascoglossum Schltr. (1913)
- Aspasia Lindl. (1833)
- Aspidogyne Garay (1977)
- Aulosepalum Garay (1980 publ.25/6/1982)
- Auxopus Schltr. (1905)
- Barbosella Schltr. (1918)
- Barkeria Knowles & Westc. (1838)
- Bartholina R.Br. (1813)
- Basiphyllaea Schltr. (1921)
- Baskervilla Lindl. (1840)
- Batemannia Lindl. (1834)
- Beclardia A.Rich. (1828)
- Beloglottis Schltr. (1920)
- × Bensteinia Christenson (2006)
- Benthamia A.Rich. (1828)
- Benzingia Dodson (1995)
- Bhutanthera Renz (2001)
- Biermannia King & Pantl., J. Asiat. Soc. Bengal, Pt. 2 (1897)
- Bifrenaria Lindl. (1832)
- Binotia Rolfe (1905)
- Bipinnula Comm. ex Juss. (1789)
- Bletia Ruiz & Pav. (1794)
- Bletilla Rchb.f. (1853)
- Bogoria J.J.Sm. (1905)
- Bolusiella Schltr. (1918)
- Bonatea Willd. (1805)
- Brachionidium Lindl. (1859)
- Brachtia Rchb.f. (1850)
- Brachycorythis Lindl. (1838)
- Brachypeza Garay (1972)
- Brachystele Schltr. (1920)
- Bracisepalum J.J.Sm. (1933)
- Braemia Jenny (1985)
- Brasiliorchis R.B.Singer, S.Koehler & Carnevali (2007)
- Brassavola R.Br. (1813)
- Brassia R.Br. (1813)
- × Brassocattleya Rolfe (1889)
- Bromheadia Lindl. (1841)
- Broughtonia R.Br. (1813)
- Brownleea Harv. ex Lindl. (1842)
- Bryobium Lindl., Intr. Nat. Syst. Bot. (1836)
- Buchtienia Schltr. (1929)
- Bulbophyllum Thouars (1822)

## SelonAngiosperm Phylogeny Website(20 mai 2010)[2]
- Rhynchostele

- Aa
- Abdominea
- Acampe
- Acanthophippium
- Aceras
- Aceratorchis
- Acianthus
- Acineta
- Acoridium
- Acostaea
- Acriopsis
- Acrolophia
- Acrorchis
- Ada
- Adenochilus
- Adenoncos
- Adrorhizon
- Aerangis
- Aeranthes
- Aerides
- Aganisia
- Aglossorhyncha
- Agrostophyllum
- Alamania
- Altensteinia
- Amblostoma
- Amerorchis
- Amesiella
- Amitostigma
- Amphigena
- Anacamptis
- Ancistrochilus
- Ancistrorhynchus
- Androchilus
- Androcorys
- Angraecopsis
- Angraecostylis
- Angraecum
- Angraeorchis
- Angrangis
- Anguloa
- Ania
- Anochilus
- Anoectochilus
- Anoectomaria
- Ansellia
- Anthogonium
- Anthosiphon
- Antillanorchis
- Aphyllorchis
- Aplectrum
- Aporostylis
- Apostasia
- Appendicula
- Aracamunia
- Arachnis
- Archineottia
- Arethusa
- Armodorum
- Arnottia
- Arpophyllum
- Arthrochilus
- Artorima
- Arundina
- Ascidieria
- Ascocenda
- Ascocentrum
- Ascochilopsis
- Ascochilus
- Aspasia
- Aspidogyne
- Aspodonia
- Aulosepalum
- Auxopus
- Barangis
- Barbendrum
- Barbosaara
- Barbosella
- Barbrodria
- Barkeria
- Barlia
- Barombia
- Bartholina
- Basiphyllaea
- Baskervillea
- Batemannia
- Bateostylis
- Baumannara
- Beclardia
- Benthamia
- Benzingia
- Biermannia
- Bifrenaria
- Binotia
- Bipinnula
- Bletia
- Bletilla
- Bogoria
- Bollea
- Bolusiella
- Bonatea
- Bonniera
- Bothriochilus
- Brachionidium
- Brachtia
- Brachycorythis
- Brachypeza
- Brachystele
- Bracisepalum
- Brassavola
- Brassia
- Briegeria
- Bromheadia
- Broughtonia
- Brownleea
- Buchtienia
- Bulbophyllum
- Bulleyia
- Burnettia
- Cadetia
- Caladenia
- Calanthe
- Caleana
- Calochilus
- Calopogon
- Caluera
- Calymmanthera
- Calypso
- Calyptrochilum
- Campylocentrum
- Capanemia
- Cardiochilos
- Catasetum
- Cattleya
- Cattleyopsis
- Caucaea
- Caularthron
- Centroglossa
- Centrostigma
- Cephalanthera
- Cephalantheropsis
- Ceratandra
- Ceratocentron
- Ceratochilus
- Ceratostylis
- Chaenanthe
- Chamaeangis
- Chamaeanthus
- Chamaegastrodia
- Chamelophyton
- Chamodenia
- Chamorchis
- Changnienia
- Chaseella
- Chaubardia
- Chaubardiella
- Chauliodon
- Cheiradenia
- Cheirostylis
- Chelonistele
- Chilocentrum
- Chiloglottis
- Chiloschista
- Chitonanthera
- Chitonochilus
- Chloraea
- Chlorosa
- Chondrorhyncha
- Chroniochilus
- Chrysocycnis
- Chrysoglossum
- Chusua
- Chysis
- Chytroglossa
- Cirrhaea
- Cirrhophyllum
- Cischweinfia
- Claderia
- Cleisocentron
- Cleisodes
- Cleisomeria
- Cleisostoma
- Cleistes
- Clematepistephium
- Clowesia
- Cochleanthes
- Cochlecaste
- Cochlenia
- Cochlepetalum
- Cochlioda
- Codonorchis
- Codonosiphon
- Coelia
- Coeliopsis
- Coeloglossum
- Coelogyne
- Cohniella
- Coilochilus
- Collabium
- Comparettia
- Comperia
- Condylago
- Constantia
- Corallorrhiza
- Cordiglottis
- Coryanthes
- Corybas
- Corycium
- Corymborkis
- Cottonia
- Cranichis
- Cremastra
- Cribbia
- Crybe
- Cryptarrhena
- Cryptocentrum
- Cryptochilus
- Cryptophoranthus
- Cryptopus
- Cryptopylos
- Cryptostylis
- Cuitlauzina
- Cyanaeorchis
- Cybebus
- Cyclopogon
- Cycnoches
- Cymbidiella
- Cymbidium
- Cynorkis
- Cyphochilus
- Cypholoron
- Cypripedium
- Cyrtidiorchis
- Cyrtochiloides
- Cyrtochilum
- Cyrtopodium
- Cyrtorchis
- Cyrtosia
- Cyrtostylis
- Cystorchis
- Dactylorhiza
- Dactylorhynchus
- Dactylostalix
- Degranvillea
- Deiregyne
- Dendrobium
- Dendrochilum
- Dendrophylax
- Diadenium
- Diaphananthe
- Diceratostele
- Dicerostylis
- Dichaea
- Dichromanthus
- Dickasonia
- Dictyophyllaria
- Didiciea
- Didymoplexiella
- Didymoplexis
- Diglyphosa
- Dilochia
- Dilomilis
- Dimerandra
- Dimorphorchis
- Dinema
- Dinklageella
- Diothonea
- Diphylax
- Diplandrorchis
- Diplocaulobium
- Diplocentrum
- Diplolabellum
- Diplomeris
- Diplonopsis
- Diploprora
- Dipodium
- Dipteranthus
- Dipterostele
- Disa
- Discyphus
- Disperis
- Distylodon
- Dithrix
- Diuris
- Dodsonia
- Domindesmia
- Domingoa
- Domintonia
- Domliopsis
- Doritis
- Dossinia
- Dossinimaria
- Dracula
- Drakaea
- Dresslerella
- Dressleria
- Dryadella
- Dryadorchis
- Drymoanthus
- Drymoda
- Duckeella
- Dunstervillea
- Dyakia
- Earina
- Eggelingia
- Eleorchis
- Elleanthus
- Elythranthera
- Embreea
- Encyclia
- Endresiella
- Entomophobia
- Eparmatostigma
- Ephippianthus
- Epibarkiella
- Epiblastus
- Epiblema
- Epidanthus
- Epidendropsis
- Epidendrum
- Epigeneium
- Epiglottis
- Epigoa
- Epilaelia
- Epipactis
- Epipogium
- Epistephium
- Epistoma
- Eria
- Eriaxis
- Eriochilus
- Eriodes
- Eriopsis
- Erycina
- Erythrodes
- Erythrorchis
- Esmeralda
- Euanthe
- Eucosia
- Eulophia
- Eulophiella
- Eurycentrum
- Eurychone
- Eurystyles
- Evrardianthe
- Fergusonaria
- Fernandezia
- Flickingeria
- Forficaria
- Fregea
- Frondaria
- Fuertesiella
- Galeandra
- Galearis
- Galeola
- Gastritis
- Gastrochiloglottis
- Gastrochilus
- Gastrodia
- Gavilea
- Geesinkorchis
- Gennaria
- Genoplesium
- Genyorchis
- Geoblasta
- Geodorum
- Glomera
- Glossodia
- Glossorhyncha
- Gomesa
- Gomphichis
- Gonatostylis
- Gongora
- Goniochilus
- Goodyera
- Govenia
- Grammangis
- Grammatophyllum
- Graphorkis
- Greenwoodia
- Grobya
- Grosourdya
- Gymnadenia
- Habenaria
- Hagsatera
- Hammarbya
- Hancockia
- Hapalorchis
- Haraella
- Harrisella
- Hederorkis
- Helleriella
- Helonoma
- Hemipilia
- Hemiscleria
- Herminium
- Herpysma
- Hetaeria
- Hexadesmia
- Hexalectris
- Hexisea
- Himantoglossum
- Hintonella
- Hippeophyllum
- Hirtzia
- Hispaniella
- Hoehneella
- Hofmeisterella
- Holcoglossum
- Holopogon
- Holothrix
- Homalopetalum
- Horichia
- Hormidium
- Horvatia
- Houlletia
- Howeara
- Huntleya
- Huttonaea
- Hybochilus
- Hygrochilus
- Hylophila
- Hymenorchis
- Imerinaea
- Ionopsis
- Ipsea
- Isabelia
- Ischnocentrum
- Ischnogyne
- Isochilus
- Isotria
- Jacquiniella
- Jejosephia
- Jumellea
- Kalopternix
- Kefersteinia
- Kegeliella
- Koellensteinia
- Konantzia
- Kreodanthus
- Kuhlhasseltia
- Lacaena
- Laelia
- Laeliopsis
- Lanium
- Lecanorchis
- Lemurella
- Lemurorchis
- Leochilus
- Lepanthes
- Lepanthopsis
- Lepidogyne
- Leporella
- Leptotes
- Lesliea
- Ligeophila
- Limodorum
- Lindsayella
- Lioponia
- Liparis
- Listera
- Listrostachys
- Lockhartia
- Loefgrenianthus
- Luascotia
- Ludisia
- Lueddemannia
- Luisia
- Lycaste
- Lycomormium
- Lyperanthus
- Macodes
- Macomaria
- Macradenia
- Macropodanthus
- Malaxis
- Malleola
- Manniella
- Margelliantha
- Masdevallia
- Maxillaria
- Mediocalcar
- Megalorchis
- Megalotus
- Megastylis
- Meiracyllium
- Mendoncella
- Mesospinidium
- Microcoelia
- Micropera
- Microsaccus
- Microtatorchis
- Microterangis
- Microtis
- Miltonia
- Miltoniopsis
- Mischobulbum
- Mobilabium
- Moerenhoutia
- Monomeria
- Monophyllorchis
- Monosepalum
- Mormodes
- Mormolyca
- Myoxanthus
- Myrmechis
- Myrmecophila
- Myrosmodes
- Mystacidium
- Nabaluia
- Nageliella
- Nanodes
- Neobartlettia
- Neobathiea
- Neobatopus
- Neobenthamia
- Neobolusia
- Neoclemensia
- Neocogniauxia
- Neofinetia
- Neogardneria
- Neogyna
- Neokoehleria
- Neolehmannia
- Neomoorea
- Neostylis
- Neotinea
- Neottia
- Neottianthe
- Neourbania
- Neowilliamsia
- Nephelaphyllum
- Nephrangis
- Nervilia
- Neuwiedia
- Nidema
- Nigritella
- Nothostele
- Notylia
- Oakesamesia
- Oberonia
- Octarrhena
- Octomeria
- Odontoglossum
- Odontorrhynchus
- Oeceoclades
- Oeonia
- Oeoniella
- Oerstedella
- Oligophyton
- Omoea
- Oncidium
- Ophidion
- Ophrys
- Opsisanda
- Opsiscattleya
- Opsistylis
- Orchis
- Oreorchis
- Orestias
- Orleanesia
- Ornithocephalus
- Ornithochilus
- Orthoceras
- Ossiculum
- Otochilus
- Otoglossum
- Otostylis
- Pabstia
- Pachites
- Pachyphyllum
- Pachyplectron
- Pachystele
- Pachystoma
- Palmorchis
- Panisea
- Pantlingia
- Paphinia
- Paphiopedilum
- Papilionanthe
- Papillilabium
- Papperitzia
- Papuaea
- Paracaleana
- Parachilus
- Paradisanthus
- Paraphalaenopsis
- Parapteroceras
- Parhabenaria
- Pedilochilus
- Pelacentrum
- Pelachilus
- Pelatantheria
- Pelexia
- Pennilabium
- Peristeranthus
- Peristeria
- Peristylus
- Perrieriella
- Pescatoria
- Petalocentrum
- Phaius
- Phalaenopsis
- Philippinaea
- Pholidota
- Phragmipedium
- Phreatia
- Phymatidium
- Physinga
- Physoceras
- Pilophyllum
- Pinelia
- Pityphyllum
- Platanthera
- Platycoryne
- Platyglottis
- Platylepis
- Platyrhiza
- Platystele
- Platythelys
- Plectochilus
- Plectorrhiza
- Plectrelminthus
- Plectrophora
- Pleione
- Pleurothallis
- Pleurothallopsis
- Plocoglottis
- Poaephyllum
- Podangis
- Podochilus
- Pogonia
- Pogoniopsis
- Polycycnis
- Polyotidium
- Polyradicion
- Polystachya
- Pomacentrum
- Pomatisia
- Pomatocalpa
- Ponera
- Ponerorchis
- Ponthieva
- Porolabium
- Porpax
- Porphyrodesme
- Porphyroglottis
- Porphyrostachys
- Porroglossum
- Porrorhachis
- Prasophyllum
- Prescottia
- Pristiglottis
- Promenaea
- Pseudacoridium
- Pseudadenia
- Pseuderia
- Pseudinium
- Pseuditella
- Pseudocentrum
- Pseudocranichis
- Pseudogoodyera
- Pseudolaelia
- Pseudomaxillaria
- Pseudorchis
- Pseudorhiza
- Pseudovanilla
- Psilochilus
- Psychilis
- Psychopsis
- Pterichis
- Pteroceras
- Pteroglossaspis
- Pterostemma
- Pterostylis
- Pterygodium
- Pygmaeorchis
- Quekettia
- Quisqueya
- Rangaeris
- Rauhiella
- Raycadenco
- Reichenbachanthus
- Renanthera
- Renantherella
- Renanthoglossum
- Renata
- Restrepia
- Restrepiella
- Restrepiopsis
- Rhaesteria
- Rhamphorhynchus
- Rhinerrhiza
- Rhinochilus
- Rhizanthella
- Rhizanthera
- Rhynchocentrum
- Rhynchogyna
- Rhyncholaelia
- Rhynchonopsis
- Rhynchophreatia
- Rhynchorides
- Rhynchostylis
- Rhynchovanda
- Ridleyella
- Rimacola
- Risleya
- Robifinetia
- Robiquetia
- Rodriguezia
- Rodrigueziella
- Rodrigueziopsis
- Roeperocharis
- Roezliella
- Rolfeara
- Rossioglossum
- Rudolfiella
- Saccoglossum
- Saccolabiopsis
- Saccolabium
- Salpistele
- Sanderella
- Sarcanthopsis
- Sarcocentrum
- Sarcochilus
- Sarcoglottis
- Sarcoglyphis
- Sarconopsis
- Sarcophyton
- Sarcostoma
- Saridestylis
- Sartylis
- Satyridium
- Satyrium
- Saundersia
- Sauroglossum
- Scaphosepalum
- Scaphyglottis
- Scelochiloides
- Scelochilus
- Schiedeella
- Schistotylus
- Schizochilus
- Schizodium
- Schlimmia
- Schoenorchis
- Schomburgkia
- Schwartzkopffia
- Scuticaria
- Seahexa
- Sedirea
- Seidenfadenia
- Selenipedium
- Sepalosaccus
- Sepalosiphon
- Serapias
- Sievekingia
- Sigmatostalix
- Silvorchis
- Sinorchis
- Sirhookera
- Smithorchis
- Smithsonia
- Smitinandia
- Sobennikoffia
- Sobralia
- Solenangis
- Solenidium
- Solenocentrum
- Sophronitella
- Sophronitis
- Soterosanthus
- Spathoglottis
- Sphyrastylis
- Spiculaea
- Spiranthes
- Spongiola
- Stalkya
- Stanhopea
- Staurochilus
- Stelis
- Stellamizutaara
- Stellilabium
- Stenia
- Stenoglottis
- Stenoptera
- Stenorrhynchos
- Stephanothelys
- Stereosandra
- Steveniella
- Stictophyllum
- Stigmatosema
- Stolzia
- Suarezia
- Summerhayesia
- Sunipia
- Sutrina
- Symphyglossum
- Symphyosepalum
- Synanthes
- Systeloglossum
- Taeniophyllum
- Taeniorrhiza
- Tainia
- Tapeinoglossum
- Telipogon
- Tetragamestus
- Tetraliopsis
- Tetramicra
- Tetratonia
- Teuscheria
- Thaia
- Thecopus
- Thecostele
- Thelasis
- Thelymitra
- Thelyschista
- Thrixspermum
- Thulinia
- Thunia
- Thysanoglossa
- Ticoglossum
- Tipularia
- Townsonia
- Trachoma
- Traunsteinera
- Trautara
- Trevoria
- Trias
- Triceratorhynchus
- Trichocentrum
- Trichoceros
- Trichoglottis
- Trichonopsis
- Trichopilia
- Trichopsis
- Trichosalpinx
- Trichostylois
- Trichotosia
- Tridactyle
- Trigonidium
- Triphora
- Trisetella
- Trizeuxis
- Tropidia
- Trudelia
- Tsaiorchis
- Tubaecum
- Tuberolabium
- Tubilabium
- Tylostigma
- Uleiorchis
- Uncifera
- Vancampe
- Vanda
- Vandopsis
- Vanilla
- Vargasiella
- Vascostylis
- Vasqueziella
- Ventricularia
- Vexillabium
- Vrydagzynea
- Vuylstekeara
- Warmingia
- Warrea
- Warreella
- Warreopsis
- Wullschlaegelia
- Xenikophyton
- Xerorchis
- Xylobium
- Yoania
- Ypsilopus
- Zelenkoa
- Zetagyne
- Zeuxine
- Zootrophion
- Zygopetalum
- Zygostates
- Zygostylis

## SelonNCBI(20 mai 2010)[3]
- Apostasiodeae (nommé Apostasioideae selon d'autres sources)
  - Apostasia
  - Neuwiedia
- sous-famille Codonorchidoideae
  - Codonorchis
- sous-famille Cypripedioideae
  - Cypripedium
  - Mexipedium
  - Paphiopedilum
  - Phragmipedium
  - Selenipedium
- sous-famille Epidendroideae
  - tribu Coilochilideae
    - Coilochilus

  - higher Epidendroideae
    - tribu Calypsoae (Syn. Calypsoeae)
      - Agrostophyllum
      - Ancistrochilus
      - Anthogonium
      - Aplectrum
      - Basiphyllaea
      - Bletia
      - Calypso
      - Cephalantheropsis
      - sous-tribu Chysinae
        - Chysis

      - Corallorhiza
      - Cremastra
      - Earina
      - Govenia
      - Hexalectris
      - Nephelaphyllum
      - Oreorchis
      - Spathoglottis
      - Tainia
      - Tipularia

    - tribu Cymbidieae
      - sous-tribu Acriopsidinae
        - Acriopsis

      - sous-tribu Adrorhizinae
        - Adrorhizon

      - sous-tribu Bromheadiinae
        - Bromheadia

      - sous-tribu Catasetinae
        - Catasetum
        - Clowesia
        - Cycnoches
        - Dressleria
        - Mormodes

      - sous-tribu Cyrtopodiinae
        - Ansellia
        - Cymbidiella
        - Cymbidium
        - Cyrtopodium
        - Galeandra
        - Grammatophyllum
        - Graphorchis
        - Grobya

      - sous-tribu Eulophiinae
        - Dipodium
        - Eulophia
        - Geodorum
        - Oeceoclades

      - sous-tribu Thecostelinae
        - Thecostele

    - tribu Dendrobieae
      - sous-tribu Bulbophyllinae
        - Bulbophyllum

      - sous-tribu Dendrobiinae
        - Adelopetalum
        - Bryobium
        - Cadetia
        - Cannaeorchis
        - Dendrobium
        - Diplocaulobium
        - Dockrillia
        - Drymoanthus
        - Epigeneium
        - Flickingeria
        - Grastidium
        - Oxysepala
        - Pseuderia
        - Trias
        - Winika

    - tribu Epidendreae
      - sous-tribu Arpophyllinae
        - Arpophyllum

      - sous-tribu Coeliinae
        - Bothriochilus
        - Coelia

      - sous-tribu Laeliinae
        - Acrorchis
        - Alamania
        - Amblostoma
        - Artorima
        - Barkeria
        - Brassavola
        - Briegeria
        - Broughtonia
        - Cattleya
        - Cattleyopsis
        - Caularthron
        - Constantia
        - Dimerandra
        - Dinema
        - Domingoa
        - Encyclia
        - Epidendrum
        - Euchile
        - Hagsatera
        - Helleriella
        - Hexadesmia
        - Hexisea
        - Hoffmannseggella
        - Homalopetalum
        - Isabelia
        - Isochilus
        - Jacquiniella
        - Laelia
        - Laeliopsis
        - Lanium
        - Leptotes
        - Loefgrenianthus
        - Meiracyllium
        - Microepidendrum
        - Myrmecophila
        - Nageliella
        - Neocogniauxia
        - Neolauchea
        - Nidema
        - Oerstedella
        - Oestlundia
        - Orleanesia
        - Ponera
        - Prosthechea
        - Pseudolaelia
        - Psychilis
        - Quisqueya
        - Renata
        - Rhyncholaelia
        - Scaphyglottis
        - Schomburgkia
        - Sophronitella
        - Sophronitis
        - Tetragamestus
        - Tetramicra
        - x Brassolaeliocattleya
        - x Sophrolaeliocattleya

      - sous-tribu Pleurothallidinae
        - Acianthera
        - Acostaea
        - Barbosella
        - Barbrodria
        - Brachionidium
        - Condylago
        - Dilomilis
        - Diodonopsis
        - Dracula
        - Dresslerella
        - Dryadella
        - Echinosepala
        - Frondaria
        - Lepanthes
        - Lepanthopsis
        - Luerella
        - Masdevallia
        - Myoxanthus
        - Octomeria
        - Ophidion
        - Platystele
        - Pleurothallis
        - Pleurothallopsis
        - Porroglossum
        - Restrepia
        - Restrepiella
        - Restrepiopsis
        - Salpistele
        - Scaphosepalum
        - Specklinia
        - Stelis
        - Trichosalpinx
        - Trisetella
        - Zootrophion

      - sous-tribu Polystachyinae
        - Neobenthamia
        - Polystachya
        - Acanthephippium
        - Calanthe

    - tribu Malaxideae
      - Dienia
      - Disticholiparis
      - Liparis
      - Malaxis
      - Oberonia

    - tribu Maxillarieae
      - sous-tribu Bifrenariinae
        - Bifrenaria
        - Hylaeorchis
        - Rudolfiella
        - Teuscheria

      - sous-tribu Coeliopsidinae
        - Coeliopsis
        - Lycomormium
        - Peristeria

      - sous-tribu Eriopsidinae
        - Eriopsis

      - sous-tribu Lycastinae
        - Anguloa
        - Ida
        - Lycaste
        - Neomoorea
        - Xylobium

      - sous-tribu Maxillariinae
        - Anthosiphon
        - Brasiliorchis
        - Camaridium
        - Christensonella
        - Chrysocycnis
        - Cryptocentrum
        - Cyrtidiorchis
        - Heterotaxis
        - Inti
        - Maxillaria
        - Mormolyca
        - Ornithidium
        - Pityphyllum
        - Sepalosaccus
        - Trigonidium

      - sous-tribu Oncidiinae
        - Ada
        - Aspasia
        - Brachtia
        - Brassia
        - Capanemia
        - Caucaea
        - Chelyorchis
        - Chytroglossa
        - Cischweinfia
        - Cochlioda
        - Comparettia
        - Cuitlauzina
        - Cyrtochiloides
        - Cyrtochilum
        - Eloyella
        - Erycina
        - Fernandezia
        - Gomesa
        - Grandiphyllum
        - Helcia
        - Hintonella
        - Hirtzia
        - Hofmeisterella
        - Ionopsis
        - Leochilus
        - Lockhartia
        - Macradenia
        - Macroclinium
        - Mesoglossum
        - Mesospinidium
        - Miltonia
        - Miltonioides
        - Miltoniopsis
        - Nohawilliamsia
        - Notylia
        - Notyliopsis
        - Odontoglossum
        - Oliveriana
        - Oncidium
        - Ornithocephalus
        - Otoglossum
        - Pachyphyllum
        - Phymatidium
        - Plectrophora
        - Polyotidium
        - Psychopsis
        - Pterostemma
        - Raycadenco
        - Rhynchostele
        - Rodriguezia
        - Rossioglossum
        - Saundersia
        - Scelochilus
        - Schunkea
        - Seegeriella
        - Sigmatostalix
        - Solenidium
        - Sphyrastylis
        - Stictophyllorchis
        - Sutrina
        - Symphyglossum
        - Systeloglossum
        - Telipogon
        - Thysanoglossa
        - Tolumnia
        - Trichocentrum
        - Trichoceros
        - Trichopilia
        - Trizeuxis
        - Vitekorchis
        - Warmingia
        - Zelenkoa
        - Zygostates

      - sous-tribu Stanhopeinae
        - Acineta
        - Braemia
        - Cirrhaea
        - Coryanthes
        - Embreea
        - Gongora
        - Horichia
        - Houlletia
        - Kegeliella
        - Lacaena
        - Lueddemannia
        - Paphinia
        - Polycycnis
        - Schlimmia
        - Sievekingia
        - Soterosanthus
        - Stanhopea
        - Trevoria
        - Vasqueziella

      - sous-tribu Zygopetalinae
        - Acacallis
        - Aetheorhyncha
        - Aganisia
        - Batemania
        - Benzingia
        - Chaubardia
        - Chaubardiella
        - Chondrorhyncha
        - Chondroscaphe
        - Cochleanthes
        - Cryptarrhena
        - Daiotyla
        - Dichaea
        - Echinorhyncha
        - Euryblema
        - Galeottia
        - Huntleya
        - Ixyophora
        - Kefersteinia
        - Koellensteinia
        - Neogardneria
        - Otostylis
        - Pabstia
        - Paradisanthus
        - Pescatoria
        - Promenaea
        - Scuticaria
        - Stenia
        - Stenotyla
        - Warczewiczella
        - Warrea
        - Warreopsis
        - Zygopetalum
        - Zygosepalum

    - tribu Podochileae
      - Appendicula
      - Ceratostylis
      - Eria
      - Gastrorchis
      - Mediocalcar
      - Phaius
      - Phreatia
      - Podochilus
      - Ridleyella
      - Thelasis
      - Trichotosia

    - sous-tribu Sobraliinae
      - Elleanthus
      - Epilyna
      - Sobralia

    - tribu Vandeae
      - sous-tribu Aeridinae
        - Abdominea
        - Acampe
        - Adenoncos
        - Aerides
        - Amesiella
        - Arachnis
        - Arachnis × Vanda
        - Ascocentropsis
        - Ascocentrum
        - Ascochilopsis
        - Ascochilus
        - Biermannia
        - Bogoria
        - Brachypeza
        - Ceratocentron
        - Ceratochilus
        - Chiloschista
        - Christensonia
        - Cleisocentron
        - Cleisomeria
        - Cleisostoma
        - Cryptopylos
        - Dimorphorchis
        - Diploprora
        - Dyakia
        - Esmeralda
        - Gastrochilus
        - Grosourdya
        - Gunnarella
        - Haraella
        - Holcoglossum
        - Hygrochilus
        - Hymenorchis
        - Kingidium
        - Lesliea
        - Luisia
        - Macropodanthus
        - Malleola
        - Micropera
        - Microsaccus
        - Microtatorchis
        - Neofinetia
        - Nothodoritis
        - Omoea
        - Ornithochilus
        - Papilionanthe
        - Paraphalaenopsis
        - Pelatantheria
        - Pennilabium
        - Phalaenopsis
        - Phalaenopsis × Doritaenopsis
        - Pomatocalpa
        - Pteroceras
        - Renanthera
        - Renantherella
        - Rhinerrhiza
        - Rhynchostylis
        - Robiquetia
        - Saccolabium
        - Sarcochilus
        - Sarcoglyphis
        - Sarcophyton
        - Schoenorchis
        - Sedirea
        - Seidenfadenia
        - Smitinandia
        - Staurochilus
        - Stereochilus
        - Taeniophyllum
        - Thrixspermum
        - Trichoglottis
        - Tuberolabium
        - Vanda
        - Vandopsis
        - Ventricularia
        - x Doritaenopsis
        - x Mokara

      - sous-tribu Angraecinae
        - Aerangis
        - Aeranthes
        - Ancistrorhynchus
        - Angraecopsis
        - Angraecum
        - Beclardia
        - Bolusiella
        - Bonniera
        - Calyptrochilum
        - Campylocentrum
        - Chamaeangis
        - Cribbia
        - Cryptopus
        - Cyrtorchis
        - Dendrophylax
        - Diaphananthe
        - Eurychone
        - Jumellea
        - Lemurella
        - Lemurorchis
        - Listrostachys
        - Microcoelia
        - Microterangis
        - Mystacidium
        - Neobathiea
        - Oeonia
        - Oeoniella
        - Plectrelminthus
        - Podangis
        - Rangaeris
        - Rhipidoglossum
        - Sobennikoffia
        - Solenangis
        - Sphyrarhynchus
        - Tridactyle
        - Ypsilopus

    - higher Epidendroideae incertae sedis
      - sous-tribu Arethusinae
        - Arethusa
        - Calopogon
        - Eleorchis

      - sous-tribu Arundinae
        - Arundina
        - Dilochia

      - Bletilla
      - sous-tribu Coelogyninae
        - Bracisepalum
        - Chelonistele
        - Coelogyne
        - Dendrochilum
        - Dickasonia
        - Entomophobia
        - Geesinkorchis
        - Nabaluia
        - Neogyna
        - Otochilus
        - Panisea
        - Pholidota
        - Pleione

      - sous-tribu Collabiinae
        - Collabium

      - sous-tribu Glomerinae
        - Glomera
        - Sirhookera

      - sous-tribu Thuniinae
        - Thunia

  - lower Epidendroideae
    - tribu Diceratosteleae
      - Diceratostele

    - Epipogium
    - tribu Gastrodieae
      - Gastrodia
      - Huttonaea

    - tribu Neottieae
      - Aphyllorchis
      - Cephalanthera
      - Eburophyton
      - Epipactis
      - Limodorum
      - Listera
      - Neottia
      - Thaia

    - tribu Nervilieae
      - Nervilia

    - tribu Palmorchideae
      - Palmorchis

    - tribu Triphoreae
      - Cyrtosia
      - Galeola
      - Lecanorchis
      - Monophyllorchis
      - Triphora

    - tribu Tropidieae
      - Corymborkis
      - Tropidia

    - Xerorchis
- sous-famille Orchidoideae
  - tribu Cranichideae
    - sous-tribu Chloraeinae
      - Bipinnula
      - Chloraea
      - Gavilea
      - Geoblasta

    - sous-tribu Cranichidinae
      - Baskervilla
      - Cranichis
      - Exalaria
      - Ocampoa
      - Ponthieva
      - Pseudocranichis
      - Pterichis

    - sous-tribu Galeottiellinae
      - Galeottiella

    - sous-tribu Goodyerinae
      - Anoectochilus
      - Aspidogyne
      - Dossinia
      - Erythrodes
      - Gonatostylis
      - Goodyera
      - Kreodanthus
      - Lepidogyne
      - Ludisia
      - Platylepis
      - Platythelys
      - Pristiglottis
      - Zeuxine

    - sous-tribu Manniellineae
      - Manniella

    - sous-tribu Pachyplectroninae
      - Pachyplectron

    - sous-tribu Prescottiinae
      - Aa
      - Altensteinia
      - Gomphichis
      - Myrosmodes
      - Porphyrostachys
      - Prescottia
      - Stenoptera

    - sous-tribu Pterostylidinae
      - Arachnorchis
      - Bunochilus
      - Crangonorchis
      - Diplodium
      - Eremorchis
      - Hymenochilus
      - Linguella
      - Oligochaetochilus
      - Petalochilus
      - Petrorchis
      - Pharochilum
      - Plumatichilos
      - Pterostylis
      - Ranorchis
      - Speculantha
      - Stamnorchis
      - Stegostyla
      - Taurantha
      - Urochilus

    - sous-tribu Spiranthinae
      - Aulosepalum
      - Beloglottis
      - Brachystele
      - Coccineorchis
      - Cyclopogon
      - Deiregyne
      - Dichromanthus
      - Eltroplectris
      - Eurystyles
      - Funkiella
      - Lankesterella
      - Mesadenella
      - Mesadenus
      - Microthelys
      - Odontorrhynchus
      - Pachygenium
      - Pelexia
      - Pteroglossa
      - Sacoila
      - Sarcoglottis
      - Sauroglossum
      - Schiedeella
      - Skeptrostachys
      - Spiranthes
      - Stenorrhynchos
      - Svenkoeltzia
      - Synanthes
      - Zhukowskia

  - tribu Diseae
    - sous-tribu Brownleeinae
      - Brownleea

    - sous-tribu Coryciinae
      - Ceratandra
      - Corycium
      - Disperis
      - Evotella
      - Pterygodium

    - sous-tribu Disinae
      - Disa
      - Schizodium

    - sous-tribu Satyriinae
      - Pachites
      - Satyrium

    - sous-tribu Wullschlaegeliineae
      - Wullschlaegelia

  - tribu Diurideae
    - sous-tribu Acianthinae
      - Acianthus
      - Corybas
      - Corysanthes
      - Cyrtostylis
      - Nematoceras
      - Stigmatodactylus
      - Townsonia

    - sous-tribu Caladeniinae
      - Adenochilus
      - Aporostylis
      - Caladenia
      - Cyanicula
      - Drakonorchis
      - Elythranthera
      - Ericksonella
      - Eriochilus
      - Glossodia
      - Leptoceras
      - Pheladenia
      - Praecoxanthus

    - sous-tribu Cryptostylidinae
      - Cryptostylis

    - sous-tribu Diurinae
      - Diuris
      - Orthoceras

    - sous-tribu Drakaeinae
      - Arthrochilus
      - Caleana
      - Chiloglottis
      - Drakaea
      - Paracaleana
      - Spiculaea

    - sous-tribu Megastylidinae
      - Burnettia
      - Leporella
      - Lyperanthus
      - Megastylis
      - Pyrorchis
      - Rimacola
      - Waireia

    - sous-tribu Prasophyllinae
      - Genoplesium
      - Microtis
      - Prasophyllum

    - sous-tribu Rhizanthellinae
      - Rhizanthella

    - sous-tribu Thelmytrinae
      - Calochilus
      - Epiblema
      - Thelymitra

  - tribu Orchideae
    - sous-tribu Orchidinae
      - Amerorchis
      - Amitostigma
      - Anacamptis
      - Aorchis
      - Bartholina
      - Benthamia
      - Bonatea
      - Brachycorythis
      - Chamorchis
      - Coeloglossum
      - Cooktownia
      - Cynorkis
      - Dactylorhiza
      - Galearis
      - Gennaria
      - Gymnadenia
      - Habenaria
      - Hemipilia
      - Herminium
      - Himantoglossum
      - Holothrix
      - Kusibabella
      - Neolindleya
      - Neotinea
      - Neottianthe
      - Ophrys
      - Orchis
      - Pecteilis
      - Peristylus
      - Platanthera
      - Pseudorchis
      - Serapias
      - Stenoglottis
      - Steveniella
      - Traunsteinera
- sous-famille Vanilloideae
  - sous-tribu Galeolinae
    - Erythrorchis

  - sous-tribu Pogoniinae
    - Cleistes
    - Duckeella
    - Isotria
    - Pogonia
    - Pogoniopsis

  - sous-tribu Vanillinae
    - Clematepistephium
    - Epistephium
    - Eriaxis
    - Pseudovanilla
    - Vanilla

## SelonDELTA Angio(20 mai 2010)[4]
- Aa
- Abdominea
- Acacallis
- Acampe
- Acanthophippium
- Aceras
- Aceratorchis
- Acianthus
- Acineta
- Ackermania
- Acoridium
- Acostaea
- Acriopsis
- Acrochaene
- Acrolophia
- Acrorchis
- Ada
- Adenochilus
- Adenoncos
- Adrorhizon
- Aerangis
- Aeranthes
- Aerides
- Aganisia
- Aglossorrhyncha
- Agrostophyllum
- Alamania
- Altensteinia
- Amblyanthe
- Ambrella
- Amerorchis
- Amesiella
- Amitostigma
- Amparoa
- Anacamptis
- Ancistrochilus
- Ancistrorhynchus
- Androcorys
- Angraecopsis
- Angraecum
- Anguloa
- Anoectochilus
- Ansellia
- Anteriorchis
- Anthogonium
- Anthosiphon
- Antillanorchis
- Aorchis
- Aphyllorchis
- Aplectrum
- Aporostylis
- Aporum
- Apostasia
- Appendicula
- Aracamunia
- Arachnis
- Archineottia
- Arethusa
- Armodorum
- Arnottia
- Arpophyllum
- Arthrochilus
- Artorima
- Arundina
- Ascidieria
- Ascocentrum
- Ascochilopsis
- Ascochilus
- Ascoglossum
- Ascolabium
- Aspasia
- Aspidogyne
- Aulosepalum
- Auxopus
- Baptistonia
- Barbosella
- Barbrodria
- Barkeria
- Barlia
- Bartholina
- Basigyne
- Basiphyllaea
- Baskervilla
- Batemannia
- Beclardia
- Beloglottis
- Benthamia
- Benzingia
- Biermannia
- Bifrenaria
- Binotia
- Bipinnula
- Bletia
- Bletilla
- Bogoria
- Bolbidium
- Bollea
- Bolusiella
- Bonatea
- Bonniera
- Brachionidium
- Brachtia
- Brachycorythis
- Brachypeza
- Brachystele
- Bracisepalum
- Braemia
- Brassavola
- Brassia
- Briegeria
- Bromheadia
- Broughtonia
- Brownleea
- Buchtienia
- Bulbophyllum
- Bulleyia
- Burnettia
- Burnsbaloghia
- Cadetia
- Caladenia
- Calanthe
- Caleana
- Callostylis
- Calochilus
- Calopogon
- Caluera
- Calymmanthera
- Calypso
- Calyptrochilum
- Campanulorchis
- Campylocentrum
- Capanemia
- Cardiochilus
- Catasetum
- Cattleya
- Cattleyopsis
- Caucaea
- Caularthron
- Centroglossa
- Centrostigma
- Cephalanthera
- Cephalantheropsis
- Ceratandra
- Ceratocentron
- Ceratochilus
- Ceratostylis
- Chamaeangis
- Chamaeanthus
- Chamaegastrodia
- Chamelophyton
- Chamorchis
- Changnienia
- Chaseella
- Chaubardia
- Chaubardiella
- Chauliodon
- Cheiradenia
- Cheirostylis
- Chelonistele
- Chiloglottis
- Chilopogon
- Chiloschista
- Chitonanthera
- Chitonochilus
- Chloraea
- Chondradenia
- Chondrorhyncha
- Chroniochilus
- Chrysocycnis
- Chrysoglossum
- Chusua
- Chysis
- Chytroglossa
- Cirrhaea
- Cirrhopetalum
- Cischweinfia
- Claderia
- Cleisocentron
- Cleisomeria
- Cleisostoma
- Cleistes
- Clematepistephium
- Clowesia
- Coccineorchis
- Cochleanthes
- Cochlioda
- Cocleorchis
- Codonorchis
- Codonosiphon
- Coelia
- Coeliopsis
- Coeloglossum
- Coelogyne
- Coilochilus
- Collabium
- Comparettia
- Comperia
- Conchidium
- Condylago
- Constantia
- Corallorrhiza
- Cordiglottis
- Coryanthes
- Corybas
- Corycium
- Corymborkis
- Corysanthes
- Cottonia
- Cotylolabium
- Cranichis
- Cremastra
- Cribbia
- Crossoglossa
- Cryptarrhena
- Cryptocentrum
- Cryptochilus
- Cryptopus
- Cryptopylos
- Cryptostylis
- Cuitlauzina
- Cyanaeorchis
- Cybebus
- Cyclopogon
- Cycnoches
- Cylindrolobus
- Cymbidiella
- Cymbidium
- Cymboglossum
- Cynorkis
- Cyphochilus
- Cypholoron
- Cyrtidiorchis
- Cyrtopodium
- Cyrtorchis
- Cyrtosia
- Cyrtostylis
- Cystorchis
- Dactylorhiza
- Dactylorhynchus
- Dactylostalix
- Degranvillea
- Deiregyne
- Dendrobium
- Dendrochilum
- Dendrophylax
- Diadenium
- Diaphananthe
- Diceratostele
- Dicerostylis
- Dichaea
- Dichromanthus
- Dickasonia
- Dictyophyllaria
- Didiciea
- Didymoplexiella
- Didymoplexis
- Diglyphosa
- Dignathe
- Dilochia
- Dilochiopsis
- Dilomilis
- Dimerandra
- Dimorphorchis
- Dinema
- Dinklageella
- Diothonea
- Diphylax
- Diplandrorchis
- Diplocaulobium
- Diplocentrum
- Diplolabellum
- Diplomeris
- Diploprora
- Dipodium
- Dipteranthus
- Dipterostele
- Disa
- Discyphus
- Disperis
- Distylodon
- Dithyridanthus
- Diuris
- Dockrillia
- Dodsonia
- Dolichocentrum
- Domingoa
- Doritis
- Dossinia
- Dracula
- Drakaea
- Dresslerella
- Dressleria
- Dryadella
- Dryadorchis
- Drymoanthus
- Drymoda
- Duckeella
- Dunstervillea
- Dyakia
- Earina
- Eggelingia
- Eleorchis
- Elleanthus
- Eloyella
- Eltroplectris
- Elythranthera
- Embreea
- Encyclia
- Entomophobia
- Eparmatostigma
- Ephippianthus
- Epiblastus
- Epiblema
- Epicranthes
- Epidanthus
- Epidendrum
- Epigeneium
- Epilyna
- Epipactis
- Epipogium
- Epistephium
- Eria
- Eriaxis
- Eriochilus
- Eriodes
- Eriopexis
- Eriopsis
- Erycina
- Erythrodes
- Erythrorchis
- Esmeralda
- Euanthe
- Eucosia
- Eulophia
- Eulophiella
- Euphlebium
- Eurycentrum
- Eurychone
- Eurystyles
- Evotella
- Fernandezia
- Ferruminaria
- Fimbriella
- Flickingeria
- Frondaria
- Fuertesiella
- Funkiella
- Galeandra
- Galearis
- Galeola
- Galeottia
- Galeottiella
- Garaya
- Gastrochilus
- Gastrodia
- Gastrorchis
- Gavilea
- Geesinkorchis
- Gennaria
- Genoplesium
- Genyorchis
- Geoblasta
- Geodorum
- Glomera
- Glossodia
- Glossorhyncha
- Gomesa
- Gomphichis
- Gonatostylis
- Gongora
- Goniochilus
- Goodyera
- Govenia
- Gracielanthus
- Grammangis
- Grammatophyllum
- Graphorkis
- Grastidium
- Greenwoodia
- Grobya
- Grosourdya
- Gularia
- Gunnarella
- Gunnarorchis
- Gymnadenia
- Gymnadeniopsis
- Gymnochilus
- Gynoglottis
- Habenaria
- Hagsatera
- Hammarbya
- Hancockia
- Hapalochilus
- Hapalorchis
- Harrisella
- Hederorkis
- Helcia
- Helleriella
- Helonoma
- Hemipilia
- Herminium
- Herpetophytum
- Herpysma
- Herschelianthe
- Hetaeria
- Heterozeuxine
- Hexalectris
- Hexisea
- Himantoglossum
- Hintonella
- Hippeophyllum
- Hirtzia
- Hispaniella
- Hoehneella
- Hofmeisterella
- Holcoglossum
- Holopogon
- Holothrix
- Homalopetalum
- Horichia
- Hormidium
- Horvatia
- Houlletia
- Huntleya
- Huttonaea
- Hybochilus
- Hygrochilus
- Hylophila
- Hymenorchis
- Imerinaea
- Inobulbon
- Ione
- Ionopsis
- Ipsea
- Isabelia
- Ischnocentrum
- Ischnogyne
- Isochilus
- Isotria
- Jacquiniella
- Jejosephia
- Jumellea
- Kalimpongia
- Kefersteinia
- Kegeliella
- Kerigomnia
- Kinetochilus
- Kingidium
- Kionophyton
- Koellensteinia
- Konantzia
- Kreodanthus
- Kryptostoma
- Kuhlhasseltia
- Lacaena
- Laelia
- Laeliocattleya
- Laeliopsis
- Lanium
- Lankesterella
- Leaoa
- Lecanorchis
- Lemboglossum
- Lemurella
- Lemurorchis
- Leochilus
- Lepanthes
- Lepanthopsis
- Lepidogyne
- Leporella
- Leptotes
- Lesliea
- Leucohyle
- Ligeophila
- Limodorum
- Liparis
- Listera
- Listrostachys
- Lockhartia
- Loefgrenianthus
- Ludisia
- Lueddemannia
- Luisia
- Lycaste
- Lycomormium
- Lyperanthus
- Lyroglossa
- Macodes
- Macradenia
- Macroclinium
- Macropodanthus
- Malaxis
- Malleola
- Manniella
- Margelliantha
- Masdevallia
- Mastigion
- Maxillaria
- Mediocalcar
- Megalorchis
- Megalotus
- Megastylis
- Meiracyllium
- Mendoncella
- Mesadenella
- Mesadenus
- Mesoglossum
- Mesospinidium
- Mexicoa
- Microcoelia
- Micropera
- Microphytanthe
- Microsaccus
- Microtatorchis
- Microthelys
- Microtis
- Miltonia
- Miltoniopsis
- Mischobulbum
- Mobilabium
- Moerenhoutia
- Monadenia
- Monanthos
- Monomeria
- Monophyllorchis
- Monosepalum
- Mormodes
- Mormolyca
- Mycaranthes
- Myoxanthus
- Myrmechis
- Myrmecophila
- Myrosmodes
- Mystacidium
- Nabaluia
- Nageliella
- Neobathiea
- Neobenthamia
- Neobolusia
- Neoclemensia
- Neocogniauxia
- Neodryas
- Neoescobaria
- Neofinetia
- Neogardneria
- Neogyna
- Neomoorea
- Neotinea
- Neottia
- Neottianthe
- Neowilliamsia
- Nephelaphyllum
- Nephrangis
- Nervilia
- Neuwiedia
- Nidema
- Nigritella
- Nothodoritis
- Nothostele
- Notylia
- Oberonia
- Octarrhena
- Octomeria
- Odontochilus
- Odontoglossum
- Odontorrhynchus
- Oeceoclades
- Oeonia
- Oeoniella
- Oerstedella
- Olgasis
- Oligophyton
- Oliveriana
- Omoea
- Oncidium
- Ophidion
- Ophrys
- Orchipedum
- Orchis
- Oreorchis
- Orestias
- Orleanesia
- Ornithocephalus
- Ornithochilus
- Ornithophora
- Orthoceras
- Osmoglossum
- Ossiculum
- Osyricera
- Otochilus
- Otoglossum
- Otostylis
- Pabstia
- Pachites
- Pachyphyllum
- Pachyplectron
- Pachystele
- Pachystoma
- Palmorchis
- Palumbina
- Panisea
- Pantlingia
- Paphinia
- Papilionanthe
- Papillilabium
- Papperitzia
- Papuaea
- Paradisanthus
- Paraphalaenopsis
- Parapteroceras
- Pecteilis
- Pedilochilus
- Pedilonum
- Pelatantheria
- Pelexia
- Pennilabium
- Peristeranthus
- Peristeria
- Peristylus
- Pescatoria
- Phaius
- Phalaenopsis
- Pholidota
- Phragmorchis
- Phreatia
- Phymatidium
- Physoceras
- Physogyne
- Pilophyllum
- Pinelia
- Piperia
- Pityphyllum
- Platanthera
- Platycoryne
- Platyglottis
- Platylepis
- Platyrhiza
- Platystele
- Platythelys
- Plectorrhiza
- Plectrelminthus
- Plectrophora
- Pleione
- Pleurothallis
- Pleurothallopsis
- Plocoglottis
- Poaephyllum
- Podangis
- Podochilus
- Pogonia
- Pogoniopsis
- Polycycnis
- Polyotidium
- Polyradicion
- Polystachya
- Pomatocalpa
- Ponera
- Ponerorchis
- Ponthieva
- Porolabium
- Porpax
- Porphyrodesme
- Porphyroglottis
- Porphyrostachys
- Porroglossum
- Porrorhachis
- Prasophyllum
- Prescottia
- Pristiglottis
- Promenaea
- Protoceras
- Pseudacoridium
- Pseuderia
- Pseudocentrum
- Pseudocranichis
- Pseudoeurystyles
- Pseudogoodyera
- Pseudolaelia
- Pseudorchis
- Pseudovanilla
- Psilochilus
- Psychilis
- Psychopsiella
- Psychopsis
- Psygmorchis
- Pterichis
- Pteroceras
- Pteroglossa
- Pteroglossaspis
- Pterostemma
- Pterostylis
- Pterygodium
- Pygmaeorchis
- Pyrorchis
- Quekettia
- Quisqueya
- Rangaeris
- Rauhiella
- Raycadenco
- Reichenbachanthus
- Renanthera
- Renantherella
- Restrepia
- Restrepiella
- Restrepiopsis
- Rhaesteria
- Rhamphorhynchus
- Rhinerrhiza
- Rhizanthella
- Rhynchogyna
- Rhyncholaelia
- Rhynchophreatia
- Rhynchostele
- Rhynchostylis
- Rhytionanthos
- Ridleyella
- Rimacola
- Risleya
- Robiquetia
- Rodriguezia
- Rodrigueziella
- Rodrigueziopsis
- Roeperocharis
- Rossioglossum
- Rudolfiella
- Rusbyella
- Saccoglossum
- Saccolabiopsis
- Saccolabium
- Sacoila
- Salpistele
- Sanderella
- Sarcanthopsis
- Sarcochilus
- Sarcoglottis
- Sarcoglyphis
- Sarcophyton
- Sarcostoma
- Satyridium
- Satyrium
- Saundersia
- Sauroglossum
- Scaphosepalum
- Scaphyglottis
- Scelochiloides
- Scelochilus
- Schiedeella
- Schistotylus
- Schizochilus
- Schizodium
- Schlimmia
- Schoenorchis
- Schomburgkia
- Schwartzkopffia
- Scuticaria
- Sedirea
- Seidenfadenia
- Sepalosiphon
- Serapias
- Sertifera
- Sievekingia
- Sigmatostalix
- Silvorchis
- Sinorchis
- Sirhookera
- Skeptrostachys
- Smithorchis
- Smithsonia
- Smitinandia
- Sobennikoffia
- Sobralia
- Solenangis
- Solenidiopsis
- Solenidium
- Solenocentrum
- Sophronitella
- Sophronitis
- Soterosanthus
- Spathoglottis
- Sphyrarhynchus
- Sphyrastylis
- Spiculaea
- Spiranthes
- Stalkya
- Stanhopea
- Staurochilus
- Stelis
- Stellilabium
- Stenia
- Stenocoryne
- Stenoglottis
- Stenoptera
- Stenorrhynchos
- Stephanothelys
- Stereochilus
- Stereosandra
- Steveniella
- Stictophyllum
- Stigmatosema
- Stolzia
- Suarezia
- Summerhayesia
- Sunipia
- Sutrina
- Svenkoeltzia
- Symphyglossum
- Synanthes
- Synarmosepalum
- Systeloglossum
- Taeniophyllum
- Taeniorrhiza
- Tainia
- Tangtsinia
- Tapeinoglossum
- Taprobanea
- Telipogon
- Tetragamestus
- Tetramicra
- Teuscheria
- Thaia
- Thecopus
- Thecostele
- Thelasis
- Thelychiton
- Thelymitra
- Thelyschista
- Thrixspermum
- Thulinia
- Thunia
- Thysanoglossa
- Ticoglossum
- Tipularia
- Tolumnia
- Townsonia
- Trachyrhizum
- Traunsteinera
- Trevoria
- Trias
- Triceratorhynchus
- Trichocentrum
- Trichoceros
- Trichoglottis
- Trichopilia
- Trichosalpinx
- Trichosma
- Trichotosia
- Tridactyle
- Trigonidium
- Triphora
- Trisetella
- Trizeuxis
- Tropidia
- Trudelia
- Tsaiorchis
- Tuberolabium
- Tubilabium
- Tulotis
- Tylostigma
- Uleiorchis
- Uncifera
- Urostachya
- Vanda
- Vandopsis
- Vanilla
- Vargasiella
- Vasqueziella
- Ventricularia
- Vesicisepalum
- Vexillabium
- Vrydagzynea
- Wallnoeferia
- Warmingia
- Warrea
- Warreella
- Warreopsis
- Warscaea
- Wullschlaegelia
- Xenikophyton
- Xerorchis
- Xiphosium
- Xylobium
- Yoania
- Ypsilopus
- Zeuxine
- Zootrophion
- Zygopetalum
- Zygosepalum
- Zygostates